# Гелчин (Ломжинский повет)
Гелчин (пол. Giełczyn) — деревня в Ломжинском повете Подляского воеводства Польши. Входит в состав гмины Ломжа. По данным переписи 2011 года, в деревне проживало 460 человек.

## География
Деревня расположена на северо-востоке Польши, на расстоянии приблизительно 6 километров к югу от города Ломжа, административного центра повета. Абсолютная высота — 134 метра над уровнем моря. К западу от Гелчина проходит региональная автодорога 677, к востоку — национальная автодорога 63.

## История
Согласно «Списку населенных мест Ломжинской губернии», в 1906 году в деревне Гелчин проживало 658 человек (320 мужчин и 338 женщин). В конфессиональном отношении большинство населения деревни составляли католики (642 человека), остальные — евреи. В административном отношении деревня входила в состав гмины Куписки Ломжинского уезда.
В период с 1975 по 1998 годы Гелчин являлся частью Ломжинского воеводства.